# Säkerhet & Sekretess
Säkerhet & Sekretess var Sveriges största branschtidning om datasäkerhet och IT. Chefredaktör var Niclas Söderlund.
Säkerhet & Sekretess ägdes av IDG AB, ett dotterbolag till International Data Group i Boston, USA. År 2006 lades Säkerhet & Sekretess ned som en självständig tidning. Dess webbsida omvandlades till Säkerhetscentret, senare TechWorld Säkerhet.